# Vintířov (Radonice)
Vintířov (německy Winteritz) je vesnice, část obce Radonice v okrese Chomutov v Ústeckém kraji. Nachází se asi jeden kilometr na severozápad od Radonic. Vintířov leží v katastrálním území Vintířov u Radonic o rozloze 6,26 km², ve kterém leží také Ždov.

## Název
Původní název vesnice je odvozen ze jména Vintera ve významu ves lidí Vinterových. Později došlo k záměně písmene „r“ na „ř“, ale v německé variantě Winteritz se původní jméno udrželo. V historických pramenech se jméno vesnice vyskytuje ve tvarech: de Wintheritz (1295), de Wintritz (1344), Wyntierzow (1352), de Winezyerzow (1360), Winezierzow (1417), Winthierzow (1431) nebo Wintritz (1544).

## Historie
Návrší mezi Vintířovem a Radonicemi bylo osídleno již v raném středověku. Podle starších domněnek se zde nacházelo hradiště, ale jeho existence nebyla prokázána. Přesto bylo na lokalitě nalezeno množství keramiky z doby hradištní i vrcholného středověku.
První písemná zmínka o vesnici pochází z roku 1295 a připomíná Vlka z Vintířova. Pravděpodobným zakladatelem však byl ve dvanáctém století vladyka Vintíř, jehož synové v roce 1196 podepsali darovací listinu mašťovského kláštera. V polovině čtrnáctého století byl Vintířov farní vsí a stála v něm rytířská tvrz. Jméno Vlk se v rodu vintířovských vladyků často opakovalo, protože další Vlk je zmiňován v roce 1360. Jeho manželkou byla Eufenie z Kolovrat, se kterou měli dceru Elišku. V roce 1403 Eliščin syn Vlček uplatňoval své patronátní právo ke zdejšímu kostelu, přičemž se dostal do sporu s Arnoštem ze Šumburka, kterému v té době patřila část vesnice s vlastní tvrzí. V roce 1415 Vlčkův podíl koupil Vlašek z Kladna, který již o čtyři roky dříve koupil Kojetín, ale brzy poté panství získal Pechanec starší z Očedělic. Jeho syn, Pechanec mladší z Očedělic, prodal panství v roce 1461 Heřmanovi ze Zhořce. V držení druhé části vesnice se postupně vystřídali Vilém ze Šumburka, Aleš ze Šumburka a jeho syn Bedřich starší ze Šumburka, kterému se nejspíše podařilo získat do svého vlastnictví i vlčkovskou část. Od Bedřichova syna Jana ze Šumburka vintířovské panství v roce 1505 koupil Albrecht z Kolovrat, ale už o tři roky později je prodal Oplovi z Fictumu. Cena za panství, ke kterému patřil Kojetín, Ratiboř, Dolany, Úhošť a části Žaboklik a Krbové, činila 3 500 kop pražských grošů.
Opl žil na tvrzi vladyků z Vintířova a podařilo se mu shromáždit značný majetek. Kromě vintířovského panství mu patřily také Radonice, Pětipsy a hrad Šumburk, na kterém provozoval penězokazeckou dílnu. Za falšování peněz byl v roce 1530 odsouzen, a před trestem musel uprchnout ze země. Jeho majetek zabavila královská komora a v roce 1532 ho zastavila Šlikům. Albrecht Šlik potom v roce 1547 vintířovské panství koupil a připojil k němu řadu okolních menších panství (Vojnín, Háj a Blov). Také nechal zbourat starou tvrz a na jejím místě v letech 1544–1556 postavit renesanční zámek.
Posledním Šlikem ve Vintířově byl Jeroným Šlik, po kterém panství v roce 1612 zdědil Jindřich Matyáš Thurn, který se stal jedním z velitelů stavovského vojska během bitvy na Bílé hoře. Po porážce musel uprchnout ze země, a v nepřítomnosti byl odsouzen k trestu smrti a ztrátě majetku. Vintířov však v roce 1622 získala zpět jeho manželka Alžběta Thurnová, rozená z Tiefenbachu. Ta jej však prodala veliteli císařského vojska Ferdinandovi z Nagarolu, který k panství připojil Zahořany a Vidolice. Od roku 1625 panství užíval a od roku 1628 také vlastnil španělský generál Vilém Verdugo, pán na Mašťově a Doupově. Jeho nevlastní syn Jan Šebestián z Pöttingu panství prodal Janu Antonínu Losymu z Losynthalu v roce 1644. Příslušníci jeho rodu panství zvelebili. V roce 1669 vybudovali ovčín a sýrárnu pro zpracování mléka, které připomíná dochovaný nápis a letopočet na bráně hospodářského dvora. Nechali také postavit kapli na Vintířovském vrchu a radonický zámek a přestavět radonický i vintířovský kostel. V roce 1709 postavili nový ovčín u silnice ke Kojetínu a hospodářský dvůr se sýpkami, ve kterém o dvacet let později přibyl ještě pivovar.
Losyové také zahájili stavbu nového zámku, ale jejich projekt dokončil až Josef Mikuláš z Windischgrätze, který panství získal po dlouhých sporech v roce 1785. Posledním šlechtickým rodem, který v roce 1868 koupil místní velkostatek, byli Lobkovicové, kterým patřil až do roku 1948.
Během druhé světové války sloužila jedna ze zámeckých hospodářských budov jako zajatecký tábor pro 23 válečných zajatců z Francie.

## Obyvatelstvo
Při sčítání lidu v roce 1921 zde žilo 398 obyvatel (z toho 186 mužů). Většina z nich byla německé národnosti (352 lidí), Čechů bylo 41 a pět obyvatel patřilo k jiné národnosti. Všichni byli členy římskokatolické církve. Podle sčítání lidu z roku 1930 zde žilo 335 obyvatel z nichž se čtrnáct hlásilo k československé, 320 k německé a jeden k jiné národnosti. Většina obyvatel patřila k římskokatolické církvi, ale žili zde také tři evangelíci jeden člen církve československé a tři lidé hlásící se k jiné víře.
|                                                         | 1869 | 1880 | 1890 | 1900 | 1910 | 1921 | 1930 | 1950 | 1961 | 1970 | 1980 | 1991 | 2001 | 2011 | 2021 |
| ------------------------------------------------------- | ---- | ---- | ---- | ---- | ---- | ---- | ---- | ---- | ---- | ---- | ---- | ---- | ---- | ---- | ---- |
| Obyvatelé                                               | 354  | 446  | 459  | 437  | 381  | 398  | 335  | 218  | 253  | 185  | 172  | 106  | 120  | 107  | 106  |
| Domy                                                    | 54   | 65   | 67   | 71   | 69   | 70   | 75   | 64   | 76   | 52   | 53   | 52   | 50   | 50   | 52   |
| Počet domů z roku 1961 zahrnuje domy Kojetína a Vlkaně. |      |      |      |      |      |      |      |      |      |      |      |      |      |      |      |

## Obecní správa
V letech 1869–1976 byl Vintířov samostatnou obcí, ale dne 30. dubna 1976 se stal částí obce Radonice. Při sčítání lidu v roce 1869 k němu patřily jako osada Miřetice u Vintířova a Radechov, v letech 1869–1890 a 1910–1950 Zahořany a v letech 1961–1976 také Háj, Kadaňský Rohozec, Kojetín, Vlkaň, Vojnín a Ždov.

## Pamětihodnosti
- Ve vsi se nachází zámecký areál sestávající z torza starého zámku, nového zámku a hospodářského dvora. Oba zámky jsou v současnosti (rok 2014) v havarijním stavu.
- Na návsi stojí barokní kostel svaté Markéty z roku 1730.[19] Na vrchu nad Vintířovem stojí poutní kaple Panny Marie Pomocné postavená v letech 1725 až 1727 na místě starší svatyně z roku 1649. Za vlády císaře Josefa II. byla kaple zrušena a zpustla, obnovena byla v roce 1833 a po opětovném zpustnutí ve druhé polovině 20. století století pak znovu po roce 2000.[20] V okolí kaple se na úbočí vrchu nachází Lapidárium zaniklých obcí Doupovských hor.
- V okolí Vintířova stojí několik menších kaplí. Na samém okraji katastrálního území nedaleko od křižovatky mezi Radonicemi, Radechovem a Hájem je torzo zděné kapličky s propadlou klenbou.[21] Druhá kaple, která je v lepším stavu, ale bez dochované výzdoby, stojí téměř na okraji Radonic.[22] Památkově chráněná kaple Panny Marie[23] se nachází u silnice z Radonic do Miřetic v místech, kde odbočuje cesta do zámeckého parku. Menší kaple stojí u stejné silnice asi o 300 metrů jižněji. Roste u ní lípa malolistá chráněná jako památný strom.[24] Další skupina památných stromů roste v zámeckém parku.[25]

## Galerie

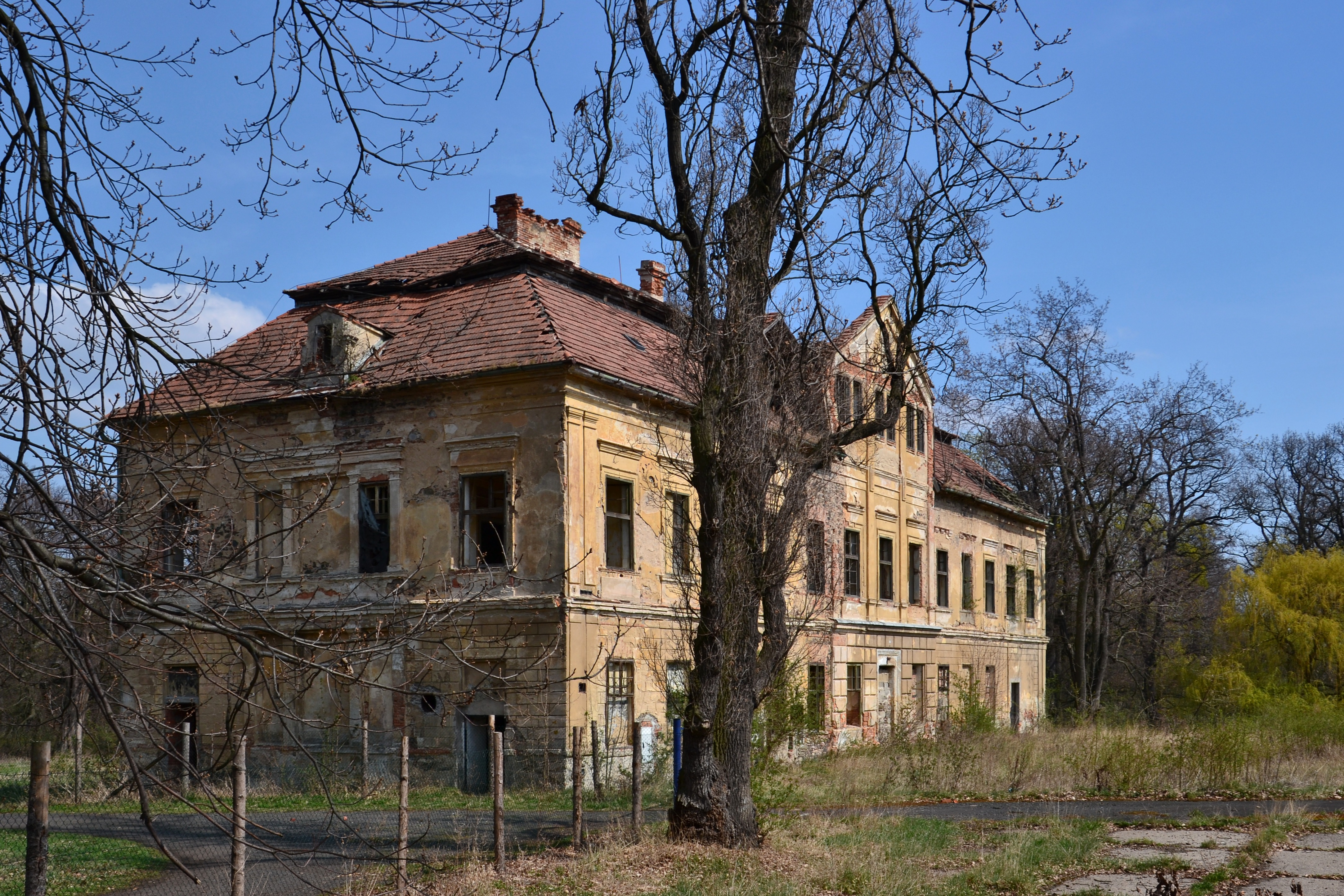
Nový zámek z parku
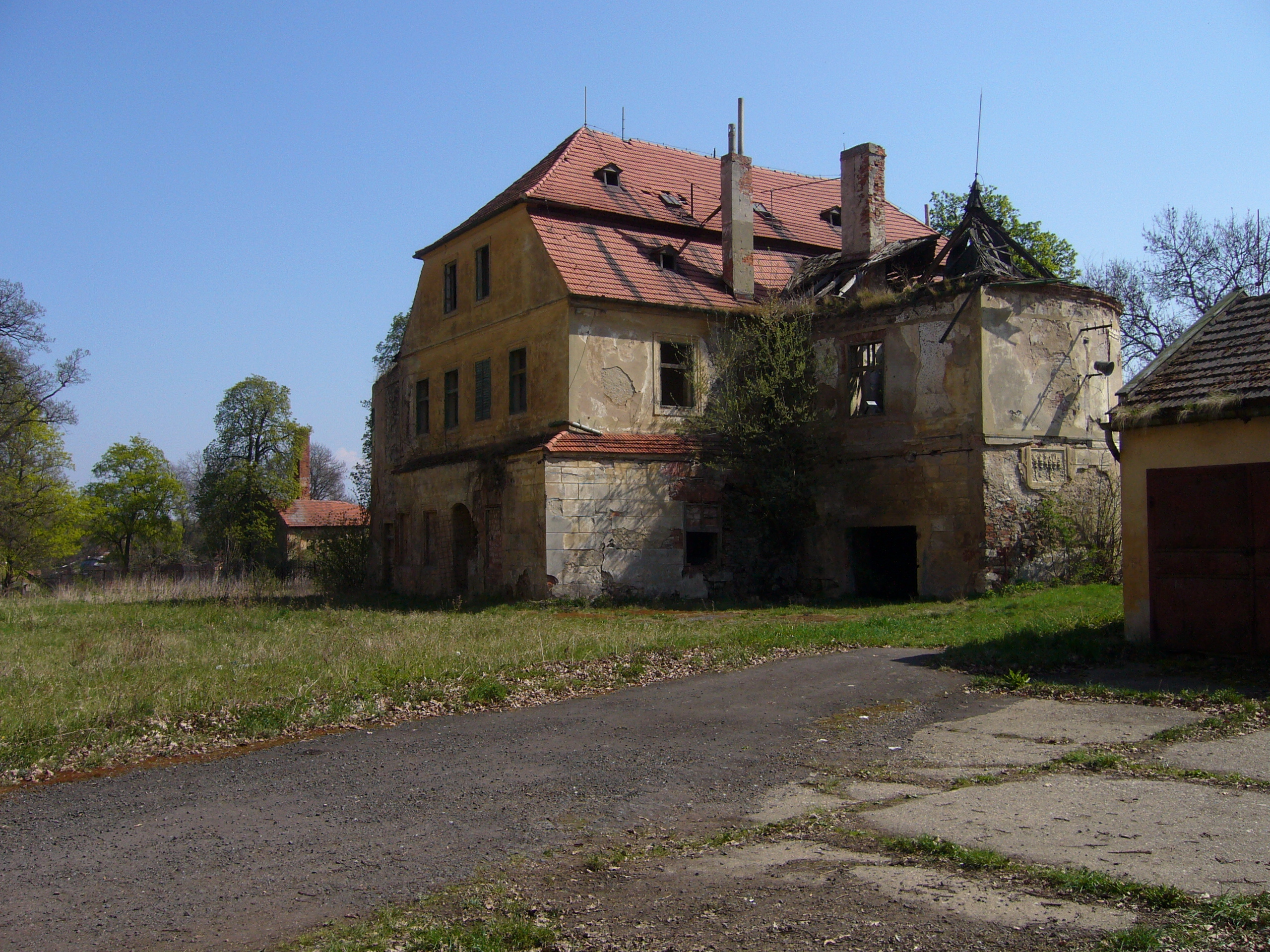
Starý zámek
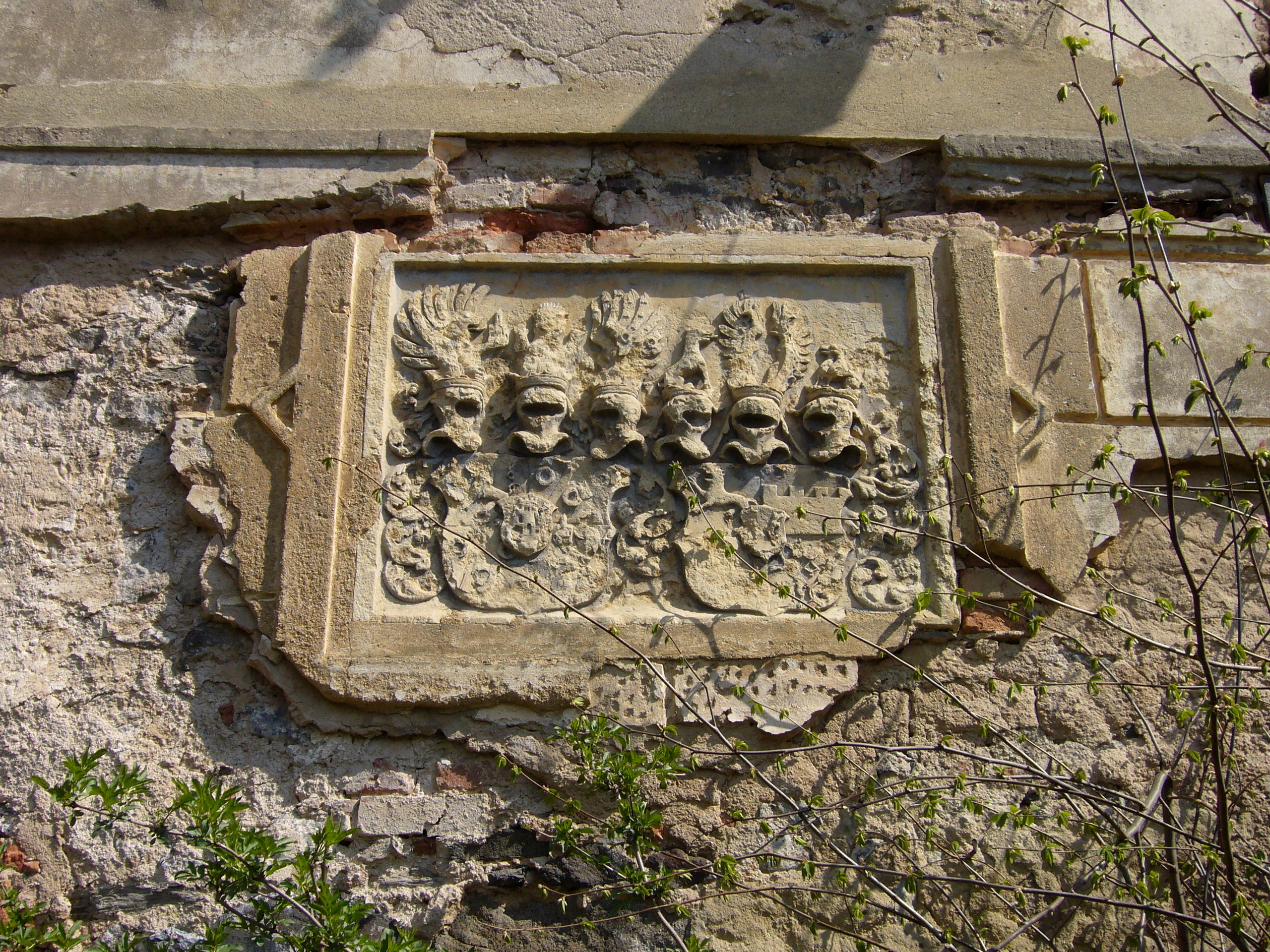
Erby na fasádě starého zámku
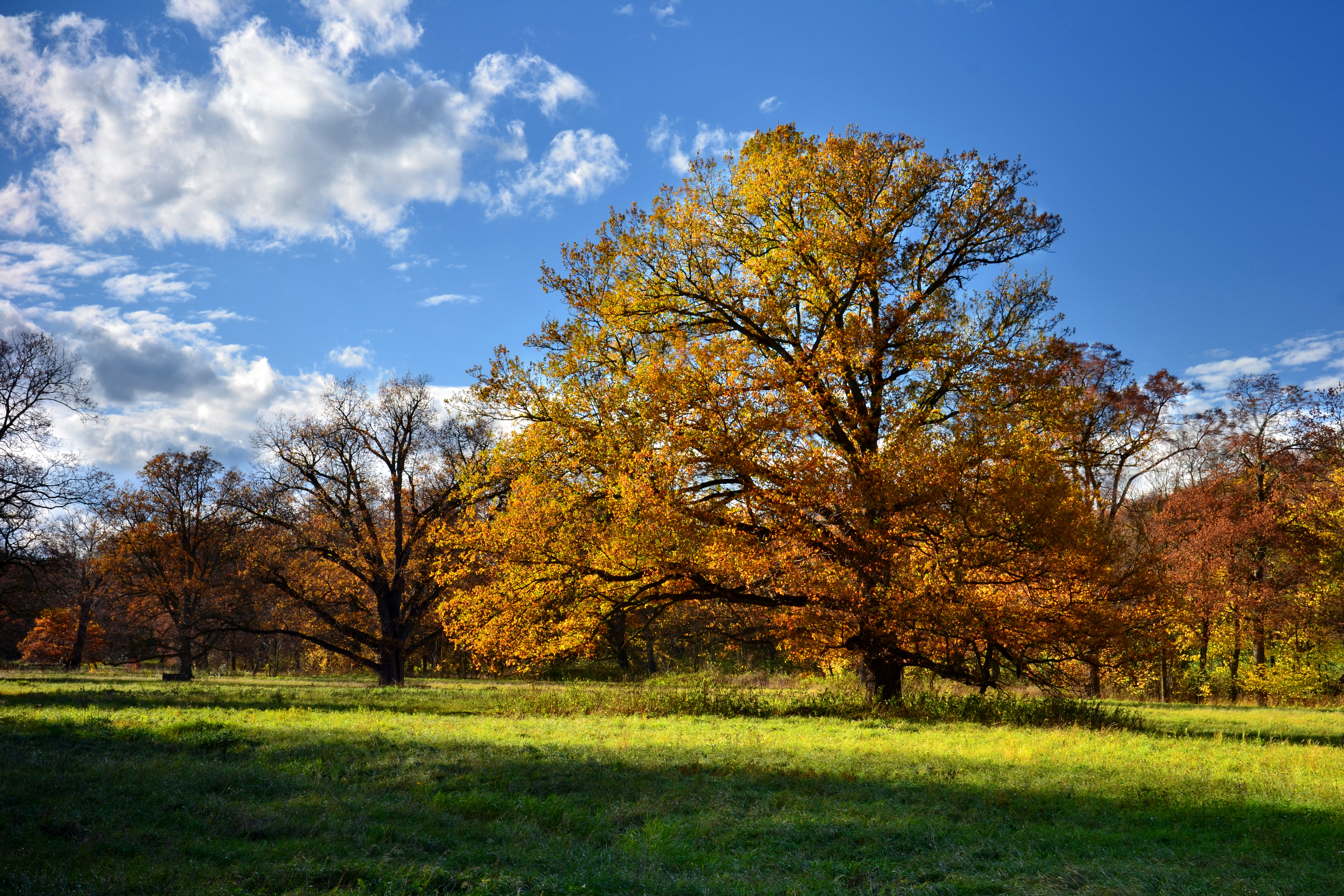
Zámecký park
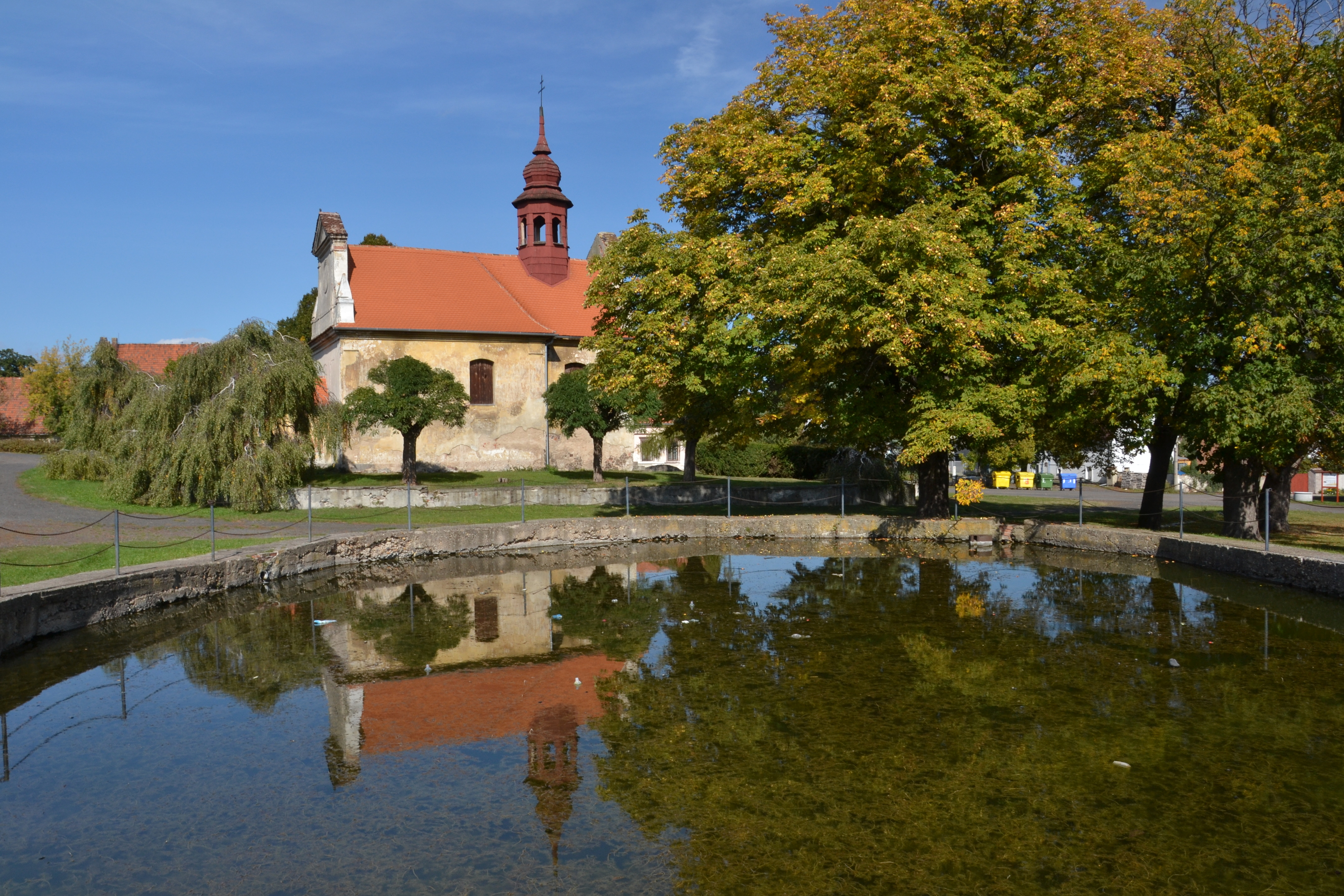
Kostel svaté Markéty
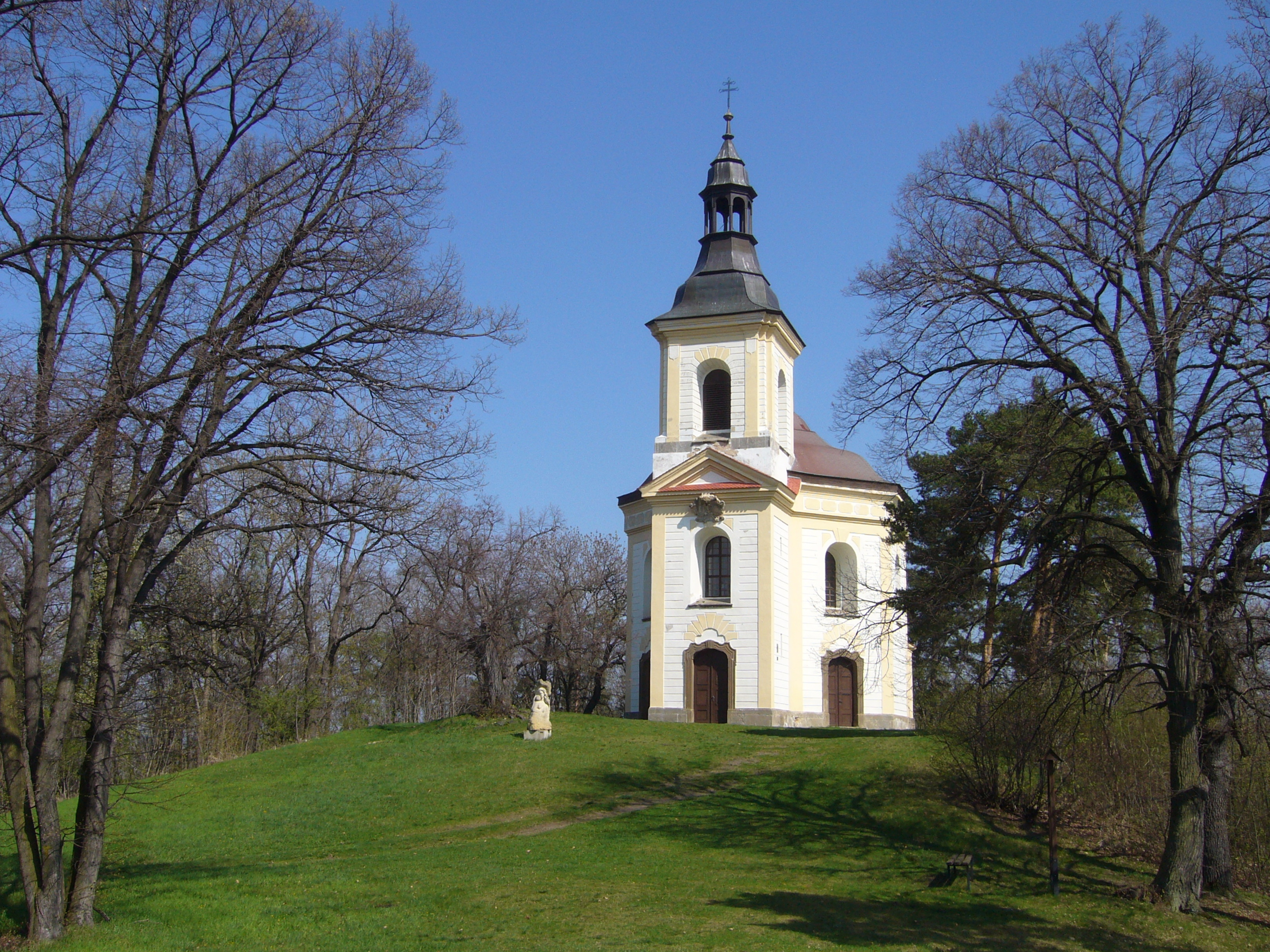
Kaple Panny Marie Pomocné na Vintířovském vrchu
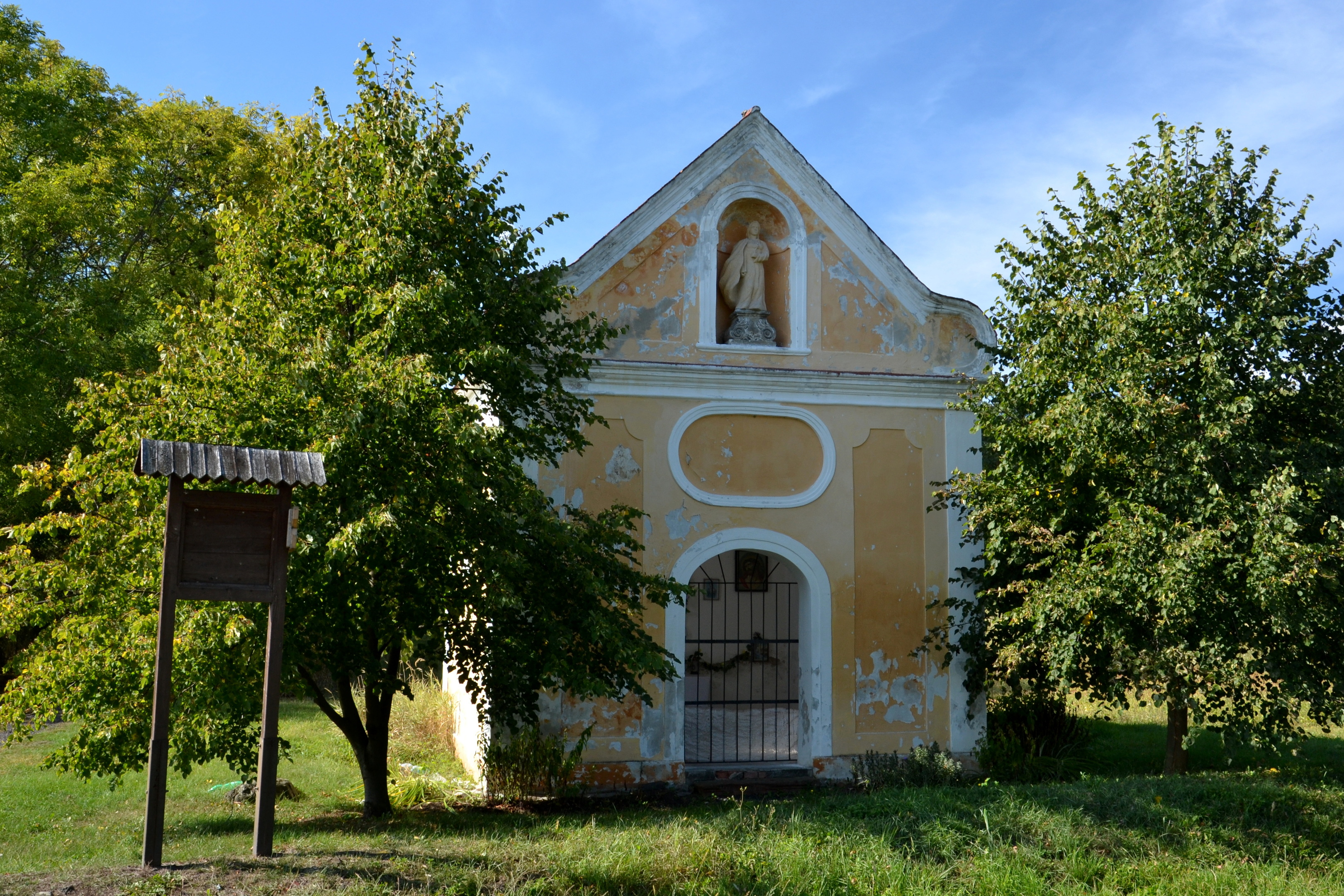
Kaple Panny Marie u silnice do Miřetic